# 델타 포스 2 (영화)
델타 포스 2(Delta Force 2: Operation Stranglehold)는 미국에서 제작된 애론 노리스 감독의 1990년 액션 영화이다. 척 노리스 등이 주연으로 출연하였고 메나헴 골란 등이 제작에 참여하였다.

## 출연

### 주연
- 척 노리스

### 조연
- 빌리 드라고
- 존 P. 라이언
- 리차드 재켈
- 베고니아 플라자
- 폴 페리

## 제작진
- 협력프로듀서: 애비 클라인버거
- 미술: 라디슬라브 윌하임